# 蜀學
蜀學是北宋蘇洵、蘇軾、蘇轍等人創立的學術思想體系或學派。因“三蘇”皆為蜀（今四川）人，故稱“蜀學”。亦稱“蘇氏蜀學”。
“三蘇”遍讀五經與諸子之說，又吸取老莊道家、道教學說和佛教禪宗教義，形成“三教合一”的思想體系。從元祐元年九月司馬光病亡，支持司馬光的學者們開始分裂。蘇軾、蘇轍、呂陶等被指為“蜀黨”，其派學說亦被稱為“蜀學”，蜀學學派正式創立。蜀學弟子甚多，著名者有：黃庭堅、晁補之、秦觀、張耒等蘇門四學士。
隨著王安石新學的廢止，蜀學與洛學的矛盾日益突出，形成了長達七年的“蜀洛黨爭”。蜀黨以蘇軾為首、呂陶等為輔，洛黨以程頤為首、朱光庭為輔。
司馬光門下劉摯、劉安世等人的學派，則被稱為朔學，處於洛學與蜀學之間。